# Pénitence de Canossa
Pour les articles homonymes, voir Canossa (homonymie).

Le roi des Romains Henri IV agenouillé devant Mathilde de Toscane en présence de l'abbé Hugues de Cluny, miniature de la Vita Mathildis (XIIe siècle).

La pénitence de Canossa de janvier 1077 est une  clef du conflit médiéval entre la papauté et le souverain germanique, au cours duquel le roi des Romains Henri IV vient s'agenouiller devant le pape Grégoire VII afin que celui-ci lève l'excommunication prononcée contre lui.

## Contexte historique
Cet épisode resté célèbre s'inscrit dans la querelle des Investitures, controverse qui a opposé les empereurs germaniques (puis les rois de France) à la papauté dans la désignation des évêques. 
Le 24 janvier 1076, le pape Grégoire VII ayant refusé que les évêques soient nommés par des laïcs, le roi des Romains Henri IV, futur empereur germanique, fait prononcer la déposition du souverain pontife par le concile de Worms. Dès le mois de février, le pape réplique en excommuniant le souverain germanique et en déliant ses vassaux de leur serment de fidélité.
Les princes du royaume se révoltent et, en octobre 1076, à Trebur, menacent de déposer Henri IV si l'excommunication ne devait pas être levée avant le 2 février 1077, date à laquelle ils ont demandé aux deux belligérants de se rendre à Augsbourg. Dans cette ville, lors d'une diète générale d'Empire présidée par le Pape, ils prendront une décision définitive après les avoir entendus tous les deux.

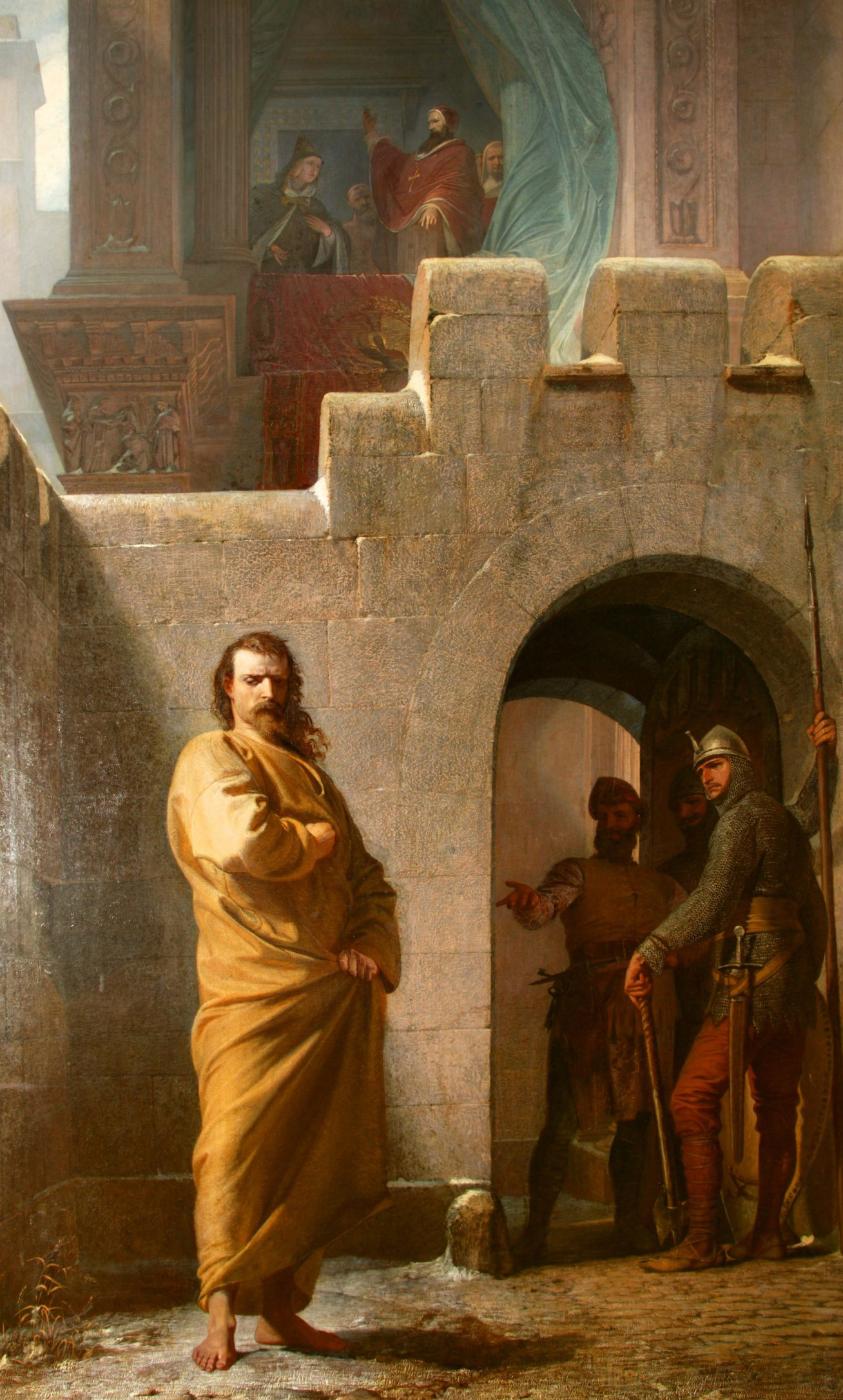
Henri à Canossa, toile d'Eduard Schwoiser, 1862.

Henri doit absolument agir avant que le Pape vienne à Augsbourg. Il apprend que le Pape est en villégiature chez la comtesse Mathilde de Toscane à Canossa et décide d'aller à sa rencontre. Au plus fort de l'hiver, il lui faut traverser les Alpes ; le col du Brenner est le chemin le plus facile en raison de sa faible altitude mais il est fermé par les princes du sud ; Henri passe donc par le col du Mont-Cenis, qu'aucun souverain n'a plus emprunté depuis près de deux siècles, avec l'autorisation de la comtesse régente de Savoie, Adélaïde de Suse,. Ce passage est négocié par la maison de Savoie qui souhaite obtenir cinq évêchés en Italie. Le comte de Savoie recevra le Bugey, ainsi que la reconnaissance des droits et l'inféodation du marquisat d'Ivrée à Adélaïde de Suse.
Franchissant les Alpes en plein hiver par un chemin terriblement escarpé accompagné d'une troupe mal équipée et inexpérimentée qui subira de nombreuses pertes au cours du voyage, Henri arrive tout de même au pied de la ville de Canossa le 25 janvier 1077. Apprenant l'approche du roi, le Pape a fait fermer les portes de la ville. La légende veut qu'Henri IV, sa femme et ses enfants, en chemise de bure, aient dû attendre, les pieds dans la neige, que le Pape change d'avis, ce qu'il fait le 28 janvier. Le recevant, le Pape ne peut faire moins que de lever l'excommunication du roi.
La levée de l'excommunication permet à Henri de triompher des seigneurs féodaux révoltés en Germanie. Mais il rompt de nouveau avec Grégoire VII, le fait déposer et fait élire l'antipape Clément III (Guibert de Ravenne), qu'il ne réussit pas à imposer hors de l'Empire (1080).

## La chronique de Lambert d'Hersfeld
Le moine chroniqueur Lambert d'Hersfeld, adversaire convaincu d'Henri IV, écrit ceci dans ses Annales :

« Les montagnes élevées dont les cimes touchaient les nuages, et par lesquelles passait le chemin, étaient couvertes de masses de neige et de glace tellement monstrueuses qu'aucun cavalier, aucun homme à pied ne pouvait faire un pas sans danger sur les pentes raides et glissantes… Le roi loua donc quelques personnes qui connaissaient le terrain, des gens du cru, familiers des sommets abrupts, pour marcher devant sa suite sur les rochers escarpés et les immenses névés, et faire tout ce qui était possible pour rendre cet horrible chemin plus facile à parcourir pour ceux qui les suivaient. Ceux-ci avançaient tantôt à quatre pattes, tantôt en s'agrippant aux épaules de leurs guides, parfois le pied de l'un d'eux dérapait sur le sol verglacé, il tombait en glissant sur une bonne partie de la pente. Cependant, la reine et sa cour furent assises sur des peaux de bœuf et traînées par les guides de montagne. Les chevaux ont pu être, pour une partie d'entre eux, descendus à l'aide de dispositifs spéciaux, tandis que d'autres étaient tirés par les pattes qu'on leur avait attachées. Mais parmi ceux-ci beaucoup succombèrent, beaucoup furent gravement blessés, quelques-uns seulement sortirent indemnes de ce péril. »

La suite des écrits de Lambert, source principale de ces événements, dit que le Pape, en apprenant l'arrivée d'Henri IV, se réfugie au château de la comtesse Mathilde de Toscane à Canossa (château de Canossa), une bourgade située à vingt kilomètres au sud-ouest de Reggio d'Émilie. Devant les remparts, pieds nus dans la neige et vêtu seulement d'une cotte de laine comme un pénitent, le roi Henri attend trois jours et trois nuits dans le froid. Jamais un roi ne s'est à tel point humilié. Mais son stratagème réussit, en apparence du moins, puisque Grégoire VII n'a d'autre choix, le 28 janvier 1077, que d'accueillir le pénitent repenti dans le giron de l'Église. Alors le risque que le roi soit déposé est pour l'instant écarté.
La vérité historique souffre cependant de l'esprit partisan de Lambert d'Hersfeld envers le pape Grégoire VII. Ainsi l'encyclopédie allemande Meyers juge que « son portrait d'Henri IV est l'une des plus lourdes calomnies portées contre cet ennemi du pape, et n'est donc pas juste ».

## L'expression«aller à Canossa»

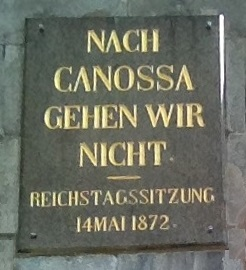
Plaque avec la citation de Bismarck à Bad Harzburg.

Déjà en 1728, l'introduction de la fête de Grégoire VII (le 25 mai) par le pape Benoît XIII  provoquait une certaine résistance de la part de la monarchie de Habsbourg, des Pays-Bas autrichiens et également du royaume de France. L'empereur Charles VI et, après lui, l'impératrice Marie-Thérèse, ainsi que le parlement de Paris ont interdit la publication du décret pontifical. En évoquant la subordination de l'Empire à la papauté, la commémoration contredit le principe de l'Église d'État autrichienne et la doctrine du gallicanisme. À l'ère de l'historicisme, au XIXe siècle, l'intensité dramatique des évènements est devenue un sujet populaire des pièces et de la peinture. 
En référence à la pénitence d'Henri IV, l'expression « aller à Canossa » désigne le fait de céder complètement devant quelqu'un, d'aller s'humilier devant son ennemi. Utilisée pour la première fois par Anastasius Grün, un des meneurs du mouvement libéral autrichien, l'expression a notamment été employée par Bismarck dans le cadre du Kulturkampf allemand où, après l'introduction du Kanzelparagraph et la loi anti-jésuite, le pape Pie IX avait refusé d'accréditer le cardinal Gustave-Adolphe de Hohenlohe-Schillingsfürst en tant qu'ambassadeur auprès du Saint-Siège. Le chancelier du Reich, en proclamant le 14 mai 1872 devant le Reichstag : « nous n'irons pas à Canossa ! »,, a immortalisé le dicton.
Lors de sa rencontre mensuelle avec la presse nationale, samedi 5 octobre 2024, le président algérien Abdelmadjid Tebboune a affirmé qu'"il n'ira pas à Canossa" en réponse à la question d'un journaliste qui l'interrogeait sur l'éventualité de sa visite prochaine en France. 